# Doggerbankeaffære
 Denne artikel bør gennemlæses af en person med fagkendskab for at sikre den faglige korrekthed.

Doggerbankeaffæren var en hændelse der forekom d. 22. oktober 1904 hvor den kejserlige russiske flåde mistog britiske trawlere fra Kingston upon Hull som at være fjendtlige japanske torpedobåde.
To britiske fiskere døde, seks blev såret, en fiskekutter blev sænket og fem andre både blev skadet. På den russiske side døde én sømand samt én ortodoks præst, grundet egenbeskydning.
Hændelsen førte næsten til krig mellem Storbritannien og det Russiske imperium

## Optakt
De russiske krigsskibe var på vej til Fjernøsten for at forstærke 1. Stillehavseskadre under den russisk-japanske krig. De russiske efterretningstjenester var dårligt koordinerede og leverede ofte fejlagtige rapporter. Før afgang hævdede russiske agenter, at japanske officerer var i Østersøen med torpedoer, og at Storbritannien havde bygget seks torpedobåde til Japan.
Efter rapporter om balloner og fjendtlige krydsere dagen før, og med frygt for, at Japan hemmeligt havde sendt skibe rundt om kloden for at angribe dem, beordrede Admiral Rozhestvensky øget årvågenhed og sagde, at ingen skibe måtte nærme sig flåden.
Fjenden havde været meget aktiv i området, og torpedobåde, som kunne skade store krigsskibe, var svære at opdage, hvilket skabte stor psykisk belastning for søfolkene.
På grund af flådens påståede observationer af balloner og fire fjendtlige krydsere dagen før, samt "muligheden for at japanerne hemmeligt kunne have sendt skibe rundt om jorden for at angribe," beordrede den russiske admiral Zinovy Rozhestvensky øget årvågenhed og udstedte en ordre om, at "intet fartøj af nogen art måtte komme tæt på flåden."
Krydseren Aurora, et russisk skib, blev angrebet af andre russiske skibe under hændelsen.
Beskadigede trawlere efter deres tilbagekomst til St Andrews Dock, Hull.
Man vidste, at fjendens efterretningstjeneste var meget aktiv i området. Torpedobåde, en ny udvikling i de store flåder, kunne skade og sænke store krigsskibe og var svære at opdage, hvilket skabte psykisk pres hos søfolk i krig.
Den 20. oktober modtog Rozhestvensky en rapport fra Arcadiy Harting om, at torpedobåde var set forlade Norge. Han fik også en efterretningsrapport fra det russiske transportskib Bakan i Langelandsbæltet om "fire torpedobåde, som kun viste lys på mesanmasten, så de på afstand kunne forveksles med fiskerbåde." Rozhestvensky tog rapporten alvorligt, fremskyndede optankningen og sejlede videre.
Lignende ulykker og rygter påvirkede den russiske flåde. Der var en generel frygt for angreb, med rygter om, at en flåde af japanske torpedobåde var stationeret ved den danske kyst, snak om japanske miner i havet og påståede observationer af japanske ubåde. Før Doggerbanke-hændelsen havde den nervøse russiske flåde beskudt fiskere, der bragte konsulære meddelelser fra Rusland tæt ved den danske kyst. Der skete ingen skade på grund af den dårlige skydning fra russernes side.
Efter at have navigeret gennem et ikke-eksisterende minefelt, sejlede den russiske flåde ind i Nordsøen. Katastrofen den 21. oktober begyndte om aftenen, da kaptajnen på forsyningsskibet Kamchatka forvekslede et forbipasserende svensk skib med en japansk torpedobåd og meldte over radioen, at han var under angreb.

## Hændelsen
Den 22. oktober kl. 00:55, under tæt tåge, opdagede Rozhestvensky nogle uoplyste både. Han beordrede en ændring af kurs og brugen af projektører på skibene. De russiske krigsskibe lyste trawlerne op med deres projektører. Kort efter mente Rozhestvensky at have set en torpedobåd og beordrede ild.
Trawlerne havde deres net ude og kunne derfor ikke flygte. Den britiske trawler Crane blev sænket, og dens kaptajn og bådsmand blev dræbt. Fire andre trawlere blev beskadiget, og seks fiskere blev såret, hvoraf en døde nogle måneder senere.
Midt i kaosset begyndte de russiske skibe at skyde på hinanden. Krydsere som Aurora og Dmitrii Donskoi blev forvekslet med japanske krigsskibe og blev beskudt af syv slagskibe i formation. Begge skibe blev beskadiget, og en præst samt mindst en sømand blev dræbt, mens en anden blev alvorligt såret. I forvirringen signalerede flere russiske skibe, at de var blevet ramt af torpedoer, og på slagskibet Borodino spredte rygter sig om, at skibet var blevet bordet af japanerne. Nogle besætningsmedlemmer tog redningsveste på og lagde sig på dækket, mens andre trak sabler. Mere alvorlige tab på begge sider blev undgået, primært på grund af den meget dårlige russiske skydning, hvor slagskibet Oryol angiveligt affyrede over 500 granater uden at ramme noget som helst.

## Eftervirkninger
1. ↑  Torpedobåd